# Чому у півня короткі штанці
«Чому у півня короткі штанці» (рос. «Почему у петуха короткие штаны») — анімаційний фільм 1966 року Творчого об'єднання художньої мультиплікації студії Київнаукфільм, режисери — Іполит Лазарчук і Цезар Оршанський. Мультфільм озвучено російською мовою. Мультфільм виконано у техніці перекладної анімації. Площинні маріонетки стилізовані під косівську інкрустацію по дереву. Метраж мультфільму — 270 м.

## Сюжет
Модник Півник купив штани, а ті штани були йому завеликі. Півник просить, щоб йому підкоротили штани. Йому відмовляють, посилаючись на зайнятість. Він звертається до другого, третього... І всюди дістає негативну відповідь. А пізно увечері у всіх починає говорити сумління. Кожен сусід під свою мірку вкорочує штани, і штани вже зовсім коротенькі.

Кадр з мультфільму "Чому у півня короткі штанці"

## Над мультфільмом працювали
- Режисери: Іполит Лазарчук, Цезар Оршанський
- Автор тексту: Юрій Ярмиш, український письменник, майстер авторської казки
- Дикторський текст читає: Юрій Ярмиш
- Сценарист: Юрій Батицький
- Композитор: Лев Колодуб
- Художник-постановник: Едуард Кірич
- Художники: С. Кравченко, О. Вадов, Н. Лимар
- Асистенти художників: О. Малова, Юна Срібницька
- Аніматори: Адольф Педан, Єфрем Пружанський, В. Дьомкін, Володимир Гончаров
- Оператор: Григорій Островський
- Редактор: Тадеуш Павленко
- Звукооператор: Ігор Погон

## Книга «Чому у півня короткі штанці»

Обкладинка книги "Чому у півня короткі штанці"

У 1969 році вийшла книга «Чому у півня короткі штанці» за мотивами мультфільму (російською мовою — «Почему у петуха короткие штаны»). Автор тексту книги — поет Овсій Дриз, художник — Едуард Кірич (художник-постановник мультфільму «Чому у півня короткі штанці»). Книга виготовлена з м'якою оправою, 16 сторінок, стандартного формату. Книга вийшла у видавництві «Бюро пропаганди кіномистецтва».

## Дивись також
- Фільмографія ТО художньої мультиплікації студії "Київнаукфільм"